# Дерево Джамал
«Дерево Джамал» — радянський художній фільм 1980 року, знятий режисером Ходжакулі Нарлієвим на кіностудії «Туркменфільм».

## Сюжет
Провівши чоловіка на війну і залишившись з дітьми, Джамал бере на себе турботи про колгоспну отару. Безуспішно намагається доглядати за жінкою місцевий шахрай Клич. Назар, який повернувся з війни інвалідом, вірить брудним чуткам, що розпускаються Кличем, і подружжя розлучається. Через деякий час вони знову зустрічаються і розуміють, що не повинні розлучатися. Але поки живе поруч Клич, їх щастю не бувати.

## У ролях
- Майя Аймедова — Джамал (дублювала Ніна Зорська)
- Баба Аннанов — Назар (дублював Владислав Ковальков)
- Микола Сморчков — Громов
- Хоммат Муллик — Клич (дублював Володимир Ферапонтов)
- Мухаммед Черкезов — Дурди-ага (дублював Микола Граббе)
- Меред Атаханов — Тугур-ага (дублював Іван Рижов)
- Худайберди Ніязов — Мерген (дублював Валентин Брилєєв)
- Ходжакулі Нарлієв — Емін (дублював Валерій Рижаков)
- Саміра Реджепова — Гузель (дублювала Г. Кордуб)
- Гульшат Дурдиєва — епізод (дублювала Г. Кордуб)
- Олена Зюбровська — епізод (дублювала Галина Булкіна)
- Байрам Дурдиєв — епізод (дублювала Тетяна Решетникова)
- І. Недоносов — епізод (дублювала Тетяна Решетникова)
- Ене Байрамбердиєва — епізод
- Олександр Краснопольський — епізод
- Курбан Аннакурбанов — епізод

## Знімальна група
- Режисер — Ходжакулі Нарлієв
- Сценаристи — Майя Аймедова, Ходжакулі Нарлієв
- Оператор — Христофор Тріандафілов
- Композитор — Реджеп Реджепов
- Художник — Олександр Чернов